# Beedener Bruch
Beedener Bruch este o arie protejată (arie de protecție specială avifaunistică — SPA) din Germania întinsă pe o suprafață de 126,76 ha, integral pe uscat.

## Localizare
Centrul sitului Beedener Bruch este situat la coordonatele 49°18′47″N 7°18′05″E / 49.3131°N 7.3014°E.

## Înființare
Situl Beedener Bruch a fost declarat arie de protecție specială avifaunistică în septembrie 2006 pentru a proteja 32 de specii de animale.

## Biodiversitate
Situată în ecoregiunea continentală, aria protejată nu include niciun habitat protejat.
La baza desemnării sitului se află mai multe specii protejate:
- păsări (31): fluierar de munte (Actitis hypoleucos), pescăruș albastru (Alcedo atthis), rață sulițar (Anas acuta), rață lingurar (Anas clypeata), rață mică (Anas crecca crecca), rață fluierătoare (Anas penelope), rață cârâitoare (Anas querquedula), Anas strepera strepera, gâscă de semănătură (Anser fabalis), fâsă de luncă (Anthus pratensis), rața moțată (Aythya fuligula), buhai de baltă (Botaurus stellaris stellaris), Charadrius dubius curonicus, barză albă (Ciconia ciconia ciconia), erete de stuf (Circus aeruginosus), egretă albă (Egretta alba), șoimul rândunelelor (Falco subbuteo), becațină comună (Gallinago gallinago), Hippolais polyglotta, becațină mică (Lymnocryptes minimus), gaia neagră (Milvus migrans), gaia roșie (Milvus milvus), codobatura galbenă (Motacilla flava), vultur pescar (Pandion haliaetus), bătăuș (Philomachus pugnax), Rallus aquaticus aquaticus, lăstun de mal (Riparia riparia), mărăcinar (Saxicola rubetra), Tachybaptus ruficollis ruficollis, fluierar de mlaștină (Tringa glareola), nagâț (Vanellus vanellus)
- nevertebrate (1): fluturele purpuriu (Lycaena dispar)

Pe lângă speciile protejate, pe teritoriul sitului au mai fost identificate 1 specie de păsări, 1 specie de amfibieni.